# ثنائي هرم مطال بالبرم
في الهندسة الرياضية، ثنائي الهرم المُطال بالبرم (بالإنجليزية: gyroelongated bipyramids) هو متعدد وجوه مُحدَّب يُنشأ بإطالة ثنائي هرم نوي بموشور تخالفي نوني. يُدخَل الموشور التخالفي بين هرمي الثنائي المتطابقين.
تشمل ثنائيات الهرم المُطالة بالبرم عائلة من متعددات الوجوه، وتوصف أحيًانا بالنونية للإشارة إلى ذلك، في هذا الاسم يكون n هو عدد أضلاع قاعدتي الهرمين، فلو كان 3، يُسمَّى متعدد الوجوه ثنائي الهرم المثلث المُطال بالبرم، ولو كان 4، يُسمَّى ثنائي الهرم المربع المُطال بالبرم.

## الأشكال
يُمكن تصنيف ثلاثة من ثنائيات الأهرام بأنها دلتاويات وجوه، أي أن كل وجوهها مثلثات متساوي الأضلاع، وهي: ثنائي الهرم المُربَّع المُطال بالبرم، وهو أحد مُجسَّمات جنسون، وعشروني وجوه، وهو مجسم أفلاطوني، وثنائي الهرم المُثلَّث المُطال بالبرم، ولكن الأخير ليس تام التحدب لأنه فيه وجوهًا تتشارك المستوي نفسه. يمكن، لو نُظر إلى كل مثلثين يتشاركان المستوي فيه على أنهما مُعيَّن، أن يُعامل المتعدد معاملة حدئي الوجوه المُثلَّث .
| عدد أضلاع قاعدة الهرمين | 3                                | 4                                | 5                                              | 6                                | n                                |
| خاصية مميزة             | يتشارك وجهان فيه المستوي نفسه    | مستوي الحروف                     | منتظَم                                          | يتشارك وجهان فيه المستوي نفسه    |                                  |
| الاسم                   | ثنائي الهرم المُثلَّث المُطال بالبرم | ثنائي الهرم المُربَّع المُطال بالبرم | ثنائي الهرم المُخمَّس المُطال بالبرم (عشروني وجوه) | ثنائي الهرم المُسدَّس المُطال بالبرم | ثنائي الهرم النوني المُطال بالبرم |
| ----------------------- | -------------------------------- | -------------------------------- | ---------------------------------------------- | -------------------------------- | -------------------------------- |
| الصورة                  |                                  |                                  |                                                |                                  |                                  |
| عدد الوجوه              | 12                               | 16                               | 20                                             | 24                               | 4n                               |
| الثنوي                  | حدئي وجوه مُثلَّثي مبتور            | حدئي وجوه مُربَّع مبتور             | حدئي وجوه مُخمَّس مبتور (اثنا عشري الوجوه)        | حدئي وجوه مُسدَّس مبتور             | حدئي وجوه نوني مبتور             |